# Niles Eldredge
Niles Eldredge, född 25 augusti 1943, är en amerikansk biolog och paleontolog, mest känd för att 1972 ha lanserat teorin om evolution genom så kallad "avbruten jämvikt" (punctuated equilibrium) tillsammans med Stephen Jay Gould. Han avlade doktorsexamen vid Columbia University 1969 och blev professor i biologi vid City University New York 1972.